# Cadmiumperoxid
Cadmiumperoxid ist eine anorganische chemische Verbindung des Cadmiums aus der Gruppe der Peroxide.

## Gewinnung und Darstellung
Cadmiumperoxid kann durch eine zweistufige Reaktion eines Cadmiumsalzes, wie Cadmiumacetat, -nitrat oder -sulfat, durch Zugabe eines großen Überschusses an Ammoniumhydroxid, wodurch die Bildung von Cd(NH3)4++ gewährleistet wird und anschließende Zugabe einer 30%igen Wasserstoffperoxidlösung gewonnen werden. Es ergibt sich ein cremefarbener amorpher Niederschlag.
{\displaystyle {\ce {CdSO4 + 2 NH4OH + H2O2 -> CdO2 + (NH4)2SO4 + 2 H2O}}}
Die Verbindung kann auch durch Reaktion von Cadmium oder Cadmiumoxid mit Wasserstoffperoxid gewonnen werden.
{\displaystyle {\ce {CdO + H2O2 -> CdO2 + O2}}}
Die Bildung von dünnen Cadmiumperoxidfilmen, die durch Elektronenbeugung identifiziert wurden, wurden auch auf Cadmium in Luft bei Raumtemperatur nachgewiesen. Eine Verbindung, die als CdOO identifiziert wurde, wurde auch in den kondensierten Produkten der Reaktion von verdampften Cadmium-Atomen mit verdünnten Mischungen
von Ozon in Luft nachgewiesen.

## Eigenschaften
Cadmiumperoxid ist ein weißes oder gelblich-weißes Pulver. Es zersetzt sich langsam bei Raumtemperatur. Die Löslichkeit in Wasser ist sehr gering. Wird es in verdünnten Säuren gelöst, so entstehen ein Cadmiumsalz und eine Wasserstoffperoxidlösung. Bei Erhitzung über 180 °C zersetzt sich Cadmiumperoxid zu Cadmiumoxid und Sauerstoff.
{\displaystyle {\ce {2 CdO2 -> 2 CdO + O2}}}
Die Verbindung besitzt eine kubische Kristallstruktur vom Pyrit-Typ mit der Raumgruppe Pa3 (Raumgruppen-Nr. 205). Sein Dihydrat gibt bei etwa 110 °C Kristallwasser ab.

## Verwendung
Cadmiumperoxid kann zur Herstellung von Cadmiumoxidfilmen für optischen Zwecke verwendet werden.